# 1964 w informatyce
Kalendarium informatyczne 1964 roku
- 7 kwietnia – firma IBM wprowadziła nową rodzinę komputerów typu mainframe pod nazwą System/360[1].
- 1 maja – powstał język programowania BASIC[2].
- 29 czerwca – na rynku pojawił się pierwszy procesor tekstu, wyprodukowany przez IBM[3].
- sierpień – w raporcie On Distributed Communications Networks Paula Barana z RAND Corporation znalazła się propozycja decentralizacji sieci komputerowej, pozwalająca na jej działanie nawet w przypadku awarii jej części[4].
- Seymour Cray skonstruował procesor CEC 6600[5].
- Powstał SABRE, pierwszy w historii komputerowy system rezerwacji biletów[6].